# Zonopetala clerota
Zonopetala clerota là một loài bướm đêm thuộc họ Oecophoridae. Nó được tìm thấy ở Úc.

## Hình ảnh

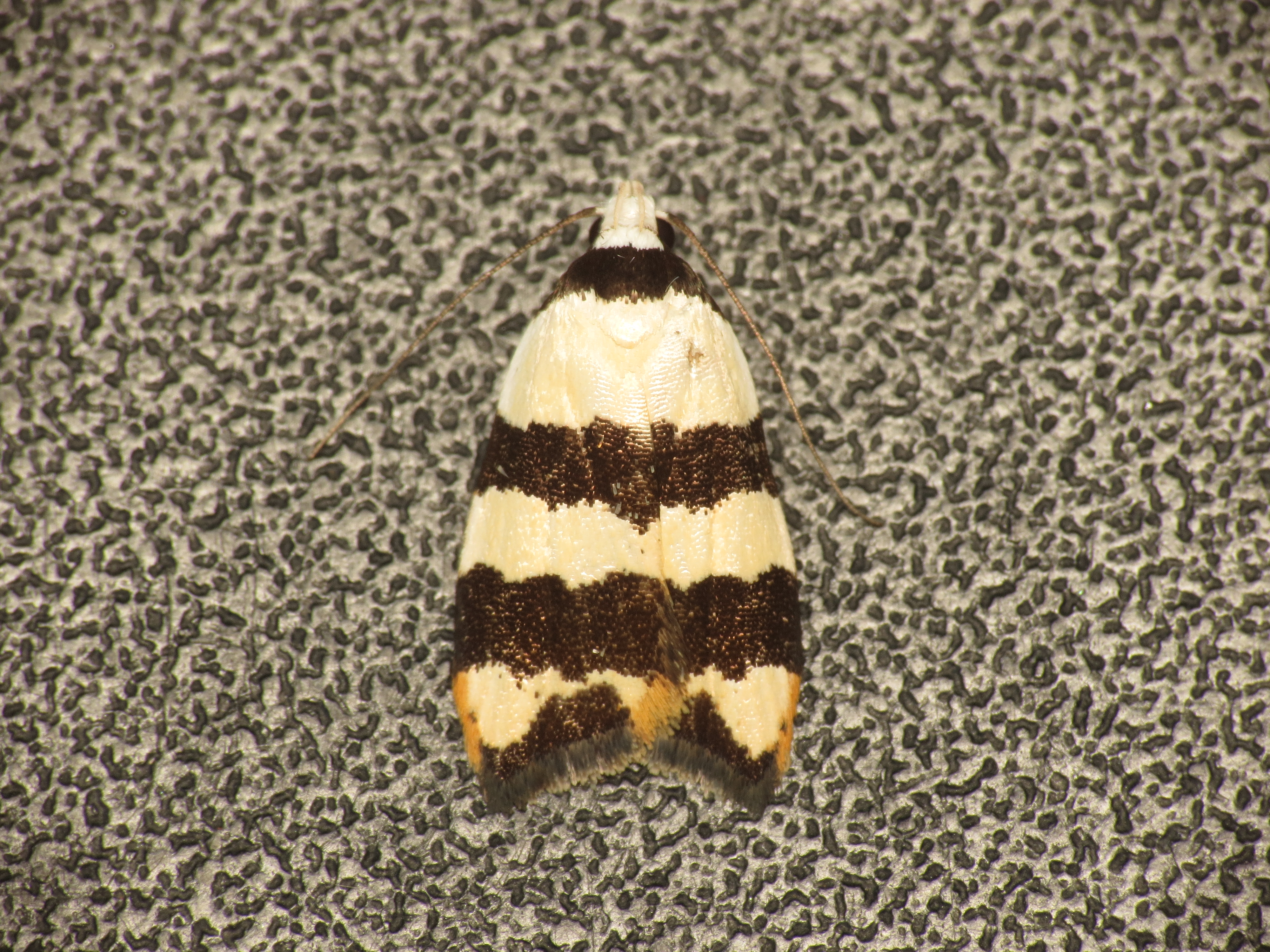
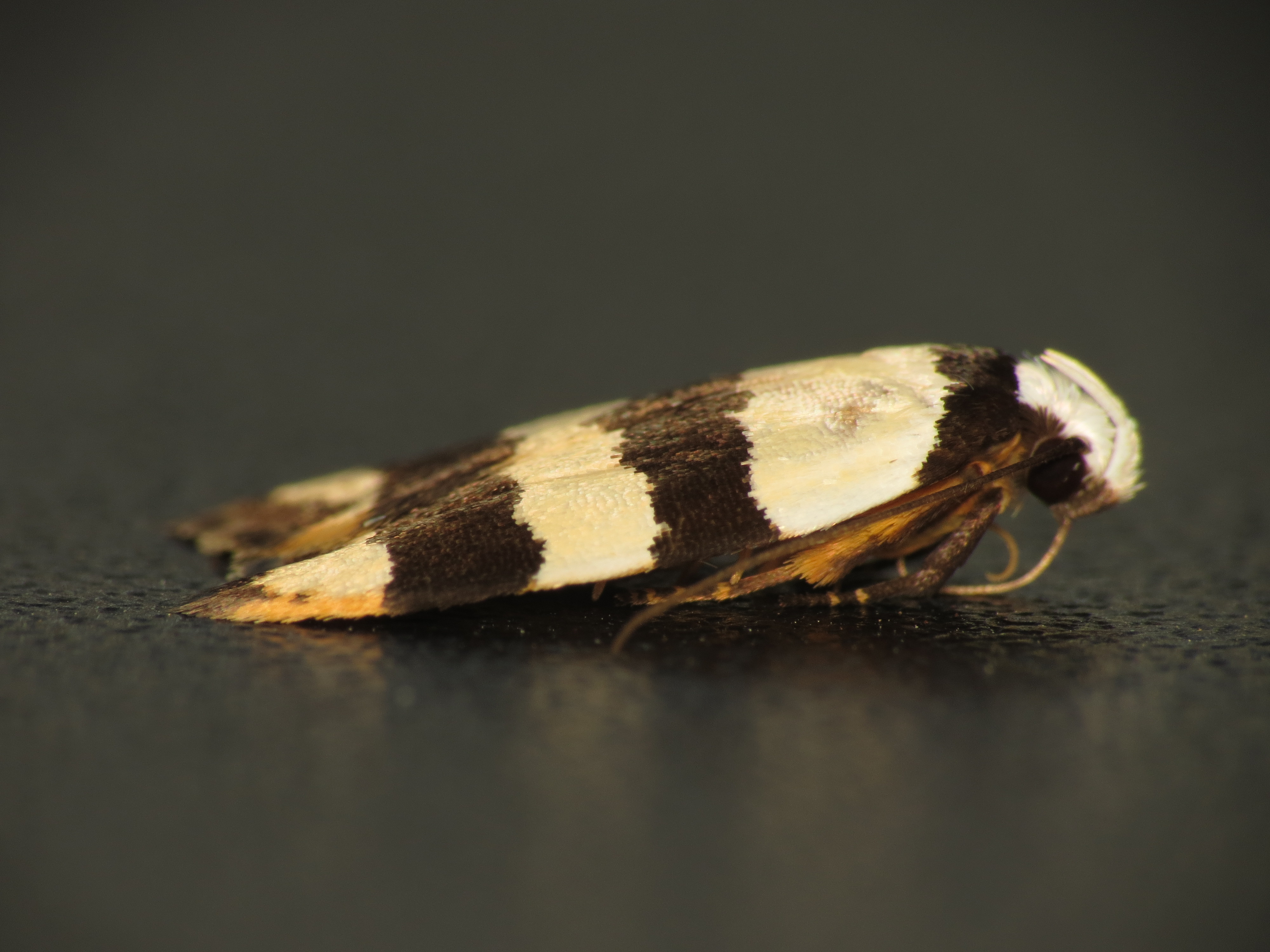
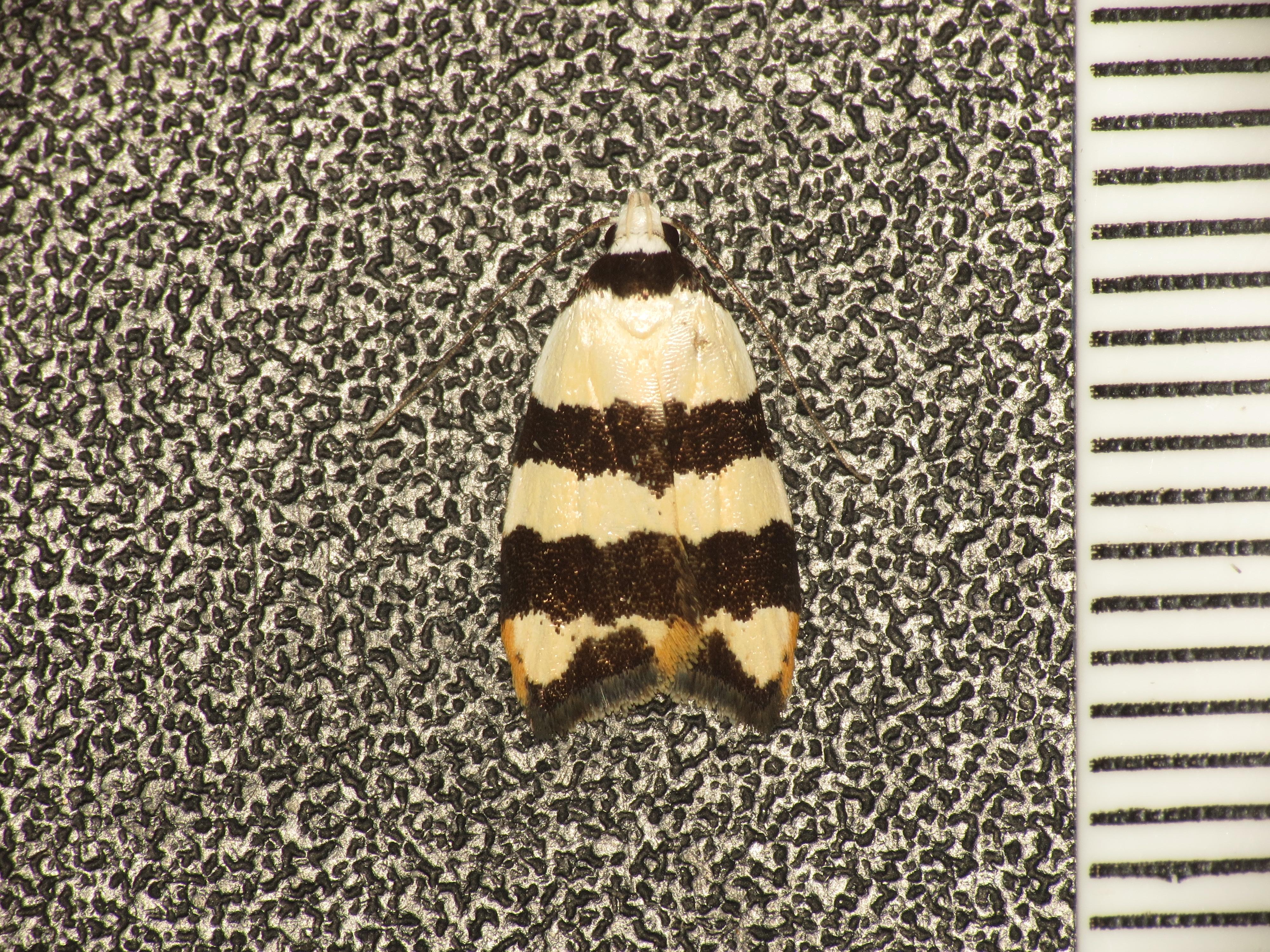
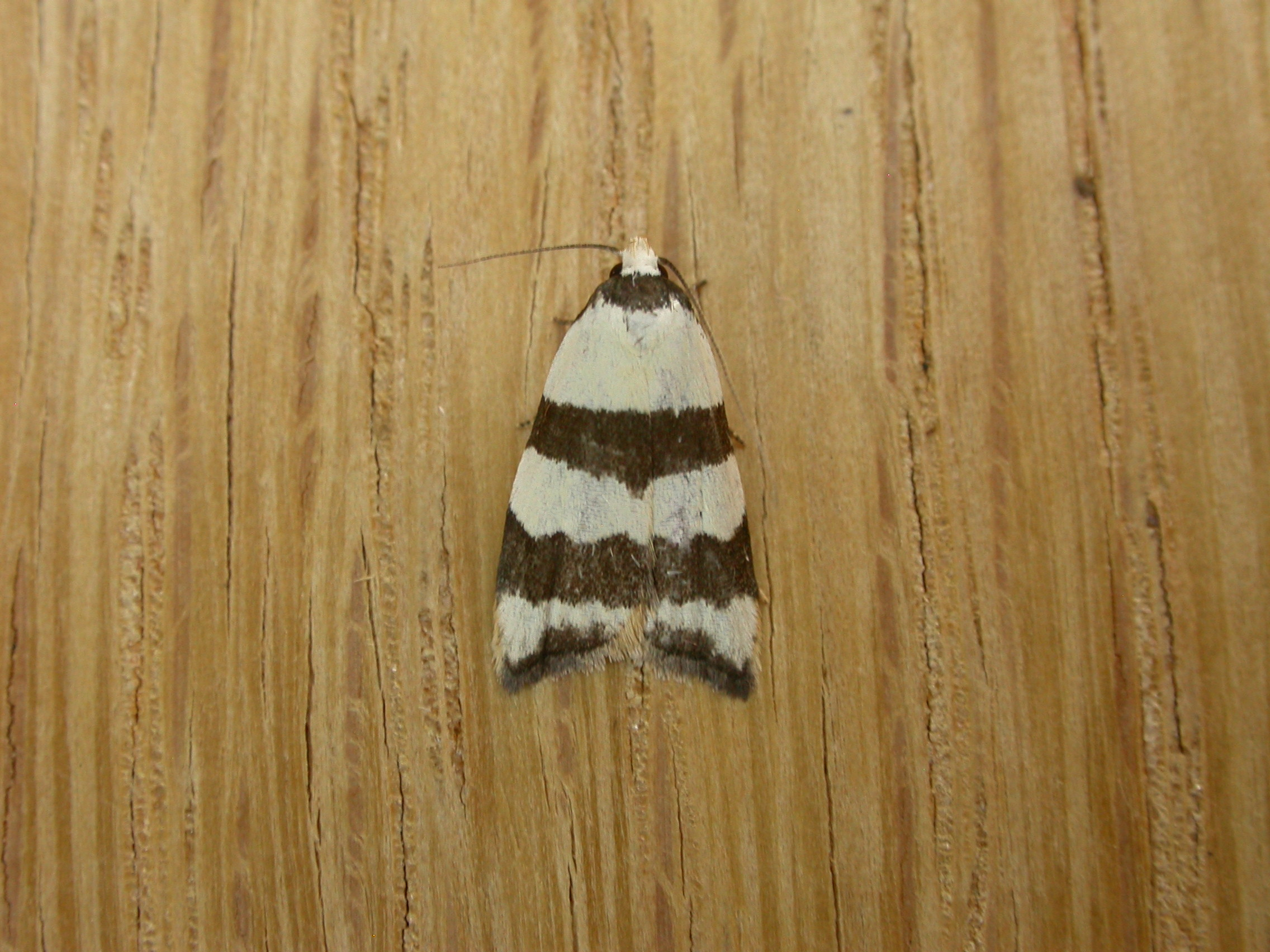